# This Is Us Tour
This is us Tour fue la octava gira de conciertos de la Boy Band Backstreet Boys, la gira promueve su séptimo álbum de estudio This Is Us, la gira llegó a Europa , Asia, Australia y las Américas esta gira será la segunda gira presentándose como cuarteto.
En esta gira se presentan bailarines como en el The Black & Blue Tour, también se podrá apreciar a los boys jugando papeles diferentes en populares películas durante la gira.

## Antecedentes
Con el anuncio de su séptimo álbum de estudio, la banda informó que pasará la segunda mitad de 2009 y todo el año 2010 en la carretera.  El viaje comenzó en Europa en otoño de 2009 y terminó en América del Sur en la primavera de 2011. miembro de la banda, Howie Dorough dijo la gira no fue una gira de regreso, después de las débiles ventas de su último álbum. Afirmó que la banda ha madurado durante sus casi 20 años en la industria de la música. Esta madurez se refleja en su álbum y próxima gira. Él fue entrevistado después de Jam! donde afirmó que la banda estaba en los ensayos y conciertos de esta gira sería la primera en la que el grupo había bailarines de fondo desde 2001. Para promocionar la gira, la banda hizo varias presentaciones promocionales en los Estados Unidos, Japón, España y Suiza . . Algunas actuaciones fueron canceladas debido a miembro Brian Littrell contraer el H1N1. Para introducir el tour, Nick Carter declaró: 
"Es un espectáculo pop, baile, canto, chistes fresco, sólo la energía grande, explosiones Tienes la oportunidad de ver a un grupo que espero que haya gustado a través de los años Realizamos nuestros más grandes éxitos -.. Tenemos 10 o 12 top 10 hits en todo el mundo que la gente sepa - por lo que la realización de dichas, así como canciones de nuestro nuevo disco Es sólo repleto Tenemos cuatro bailarines y gran producción "... 
Durante la gira, se anunció la banda se presentará en el extranjero Carnival Cruise Lines, Carnival Destiny en su travesía en el título, "Backstreet SS", hecho en forma similar a los New Kids on the Block y Boyz II Men. Durante el verano de 2010, los Backstreet Boys se unió a New Kids on the Block en el escenario del Radio City Music Hall (como parte de NKOTB Casi-NO-Tour), donde el público interpretó "I Want It de esa manera". Ya que el rendimiento , los medios de comunicación comenzaron a circular rumores de la unión de dos de una gira en el verano de 2011.
La gira es creada por Live Nation Entertainment como una toma de corriente para encender de nuevo la banda de chicos de moda en los Estados Unidos. 
La gira, denominada Tour NKOTBSB, se anunció oficialmente en el aire con Ryan Seacrest. Debido a la demanda, los Backstreet Boys continuaron con su gira en 2011, con fechas adicionales en América del Sur y Asia. 

## Backstreet Boys en DVD
El concierto del 18 de febrero de 2010 ofrecido en Nippon Budōkan de Japón fue grabado para posteriormente ser lanzado en DVD. La grabación de este concierto fue transmitda por WOWOW y lanzado el 16 de junio .

## Teloneros
- Riccki-Lee Coulter (Australia)
- J.Williams (Nueva Zelanda)
- Mindless Behavior (Norteámerica)
- Agustín Almeyda  (Argentina)
- Fernando Pacheco  (Ecuador)

## Fechas y Localidades de la gira

### Fechas promocionales This is Us
- 15 de agosto de 2009 - PNC Bank Arts Center - Holmdel, Nueva Jersey, Estados Unidos.
- 16 de agosto de 2009 - Nikon at Jones Beach Theater - Wantagh, Nueva York, Estados Unidos.
- 5 de septiembre de 2009 -  Concierto Stars for free Berlín, Alemania.
- 6 de septiembre de 2009 - Firma de autógrafos Berlín, Alemania.
- 7 de septiembre de 2009 - NRJ Live Session - Zürich, Suiza.
- 9 de septiembre de 2009 - El Hormiguero - Madrid, España.
- 11 de septiembre de 2009 - Estocolmo, Suecia.
- 27 de septiembre de 2009 - Circuito urbano de Singapur - Marina Bay, Singapur.
- 28 de septiembre de 2009 - Tokio, Japón.
- 29 de septiembre de 2009 - Tokio, Japón.
- 30 de septiembre de 2009 - Lanzamiento This Is Us - Tokio, Japón.
- 1 de octubre de 2009 - Tokio, Japón.
- 11 de octubre de 2009 - CNN's Headline News, Estados Unidos.
- 14 de octubre de 2009 - Daily 10, Estados Unidos.
- 14 de octubre de 2009 - Hollywood 41, Estados Unidos.
- 15 de octubre de 2009 - MTV Latin american Music Awards 2009, Estados Unidos.
- 22 de octubre de 2009 - The Bonnie Hunt Show, Estados Unidos.
- 23 de octubre de 2009 - US Airways Center - Phoenix, Arizona, Estados Unidos.
- 24 de octubre de 2009 - Dixie's Tavern - Charlotte, Carolina del Norte, Estados Unidos.
- 1 de noviembre de 2009 - Kristi Yamuchi and friends on NBC, Estados Unidos.
- 5 de noviembre de 2009 - MTV Europe Music Awards 2009 - Berlín, Alemania, Alemania.
- 25 de noviembre de 2009 - "This Morning in the UK - United Kingdom.

## This Is Us Tour 2009

### Fase de Europa
- 30 de octubre de 2009 - Pavilhão Atlântico - Lisboa (Portugal).
- 31 de octubre de 2009 - Palacio de Vistalegre - Madrid (España).
- 3 de noviembre de 2009 - Metro Radio Arena - Newcastle (Reino Unido).
- 4 de noviembre de 2009 - Manchester Evening News Arena|MEN Arena - Mánchester, Reino Unido.
- 7 de noviembre de 2009 - Scottish Exhibition and Conference Centre|SECC - Glasgow, Reino Unido.
- 8 de noviembre de 2009 - LG Arena - Birmingham, Reino Unido.
- 9 de noviembre de 2009 - Liverpool Echo Arena - Liverpool, Reino Unido.
- 10 de noviembre de 2009 - The O2 arena - Londres (Reino Unido).
- 12 de noviembre de 2009 - Odyssey Arena - Belfast (Irlanda).
- 13 de noviembre de 2009 - The O2 (Dublín) - Dublín, Irlanda.
- 15 de noviembre de 2009 - Ahoy Rotterdam - Róterdam, Países Bajos.
- 16 de noviembre de 2009 - König Pilsener Arena - Oberhausen, Alemania.
- 17 de noviembre de 2009 - Hallenstadion - Zúrich (Suiza).
- 18 de noviembre de 2009 - Zenith (building)|Zenith - Múnich, Alemania.
- 20 de noviembre de 2009 - Lotto Arena - Amberes (Bélgica).
- 22 de noviembre de 2009 - Jahrhunderthalle - Fráncfort del Meno (Alemania).
- 23 de noviembre de 2009 - O2 World - Berlín, Alemania.
- 24 de noviembre de 2009 - Palasharp - Milán (Italia).
- 25 de noviembre de 2009 - Sibamac Arena - Bratislava (Eslovaquia).
- 27 de noviembre de 2009 - Arena Zagreb, Zagreb (Croacia).
- 28 de noviembre de 2009 - Sporthalle - Bucarest, Romania.
- 29 de noviembre de 2009 - Jako Arena - Bamberg, Alemania.
- 30 de noviembre de 2009 - 02 Arena - Praga (República Checa).
- 2 de diciembre de 2009 - Hartwall Areena - Helsinki, Finlandia.
- 4 de diciembre de 2009 - Hovet - Estocolmo (Suecia).
- 5 de diciembre de 2009 - Oslo Spektrum - Oslo, Noruega.
- 6 de diciembre de 2009 - 02 Arena, Capital Radio's Jingle Bell Ball, The O2 arena (London) - Reino Unido.
- 8 de diciembre de 2009 - Valby Hallen - Copenhague, Dinamarca.
- 10 de diciembre de 2009 - Ice Palace - San Petersburgo (Rusia).
- 11 de diciembre de 2009 - Crocus City Hall - Moscú (Rusia).
- 13 de diciembre de 2009 - International Exhibition Center - Kiev, Ucrania.
- 15 de diciembre de 2009 - Belgrade Arena - Belgrado (Serbia).
- 17 de diciembre de 2009 - The Palladium - Dubái, Emiratos Árabes Unidos.

## Continua This Is Us Tour 2010

### Fase de Asia y Australia
- 5 de febrero de 2010 - Saitama Super Arena - Saitama, Japón.
- 6 de febrero de 2010 - Saitama Super Arena - Saitama, Japón.
- 7 de febrero de 2010 - Saitama Super Arena - Saitama, Japón.
- 9 de febrero de 2010 - World Hall - Kōbe, Japón.
- 10 de febrero de 2010 - World Hall - Kōbe, Japón.
- 11 de febrero de 2010 - World Hall - Kōbe, Japón.
- 14 de febrero de 2010 - Nippon Gaishi Hall - Nagoya, Japón.
- 15 de febrero de 2010 - Nippon Gaishi Hall - Nagoya, Japón.
- 17 de febrero de 2010 - Tokio International Forum - Tokio, Japón.
- 18 de febrero de 2010 - Nippon Budōkan - Tokio, Japón.
- 20 de febrero de 2010 - Rock In India - Delhi, India.
- 22 de febrero de 2010 - Rock In India - Bangalore, India.
- 24 de febrero de 2010 - Melon Art Hall - Seúl, Corea.
- 25 de febrero de 2010 - Taipei Arena - Taipéi, Taiwán.
- 27 de febrero de 2010 - Araneta Coliseum - Manila, Philippines.
- 28 de febrero de 2010 - Suntec Hall - Singapur.
- 2 de marzo de 2010 - Challenge Stadium - Mount Claremont, Australia.
- 5 de marzo de 2010 - Rod Laver Arena - Melbourne, Australia.
- 6 de marzo de 2010 - Sídney Entertainment Centre - Sídney, Australia.
- 8 de marzo de 2010 - Brisbane Entertainment Centre - Brisbane, Australia.
- 11 de marzo de 2010 - Vector Arena - Auckland, New Zealand.
- 14 de marzo de 2010 - Changning GYM Centre - Shanghái, China.
- 15 de marzo de 2010 - Changning GYM Centre - Shanghái, China.
- 17 de marzo de 2010 - Capital Stadium - Pekín, China.

### Fase de Norteamérica
- 11 de abril de 2010 - Napa Valley Opera House - Napa , Estados Unidos.
- 23 de mayo de 2010 - Highline Ballroom - New York City, Estados Unidos.
- 29 de mayo de 2010 - Waterfront Theater at American Airlines Arena - Miami, Estados Unidos.
- 31 de mayo de 2010 - Ruth Eckerd Hall - Clearwater, Estados Unidos (Tampa).
- 1 de junio de 2010 - Hard Rock Live - Orlando, Estados Unidos.
- 3 de junio de 2010 - Chastain Park Amphitheater - Atlanta, Estados Unidos.
- 4 de junio de 2010 - IP Casino Resort Spa|Imperial Palace Hotel & Casino - Biloxi, Estados Unidos.
- 5 de junio de 2010 - Wild Adventures Theme Park - Valdosta, Estados Unidos.
- 8 de junio de 2010 - Bank of America Pavilion - Boston, Estados Unidos.
- 9 de junio de 2010 - Wolf Trap Filene Center - Vienna, Estados Unidos.
- 10 de junio de 2010 - Hammerstein Ballroom - Nueva York, Estados Unidos.
- 12 de junio de 2010 - Trump Taj Mahal - Atlantic City, Estados Unidos.
- 13 de junio de 2010 - Monmouth College - West Long Branch, Estados Unidos.
- 15 de junio de 2010 - Mohegan Sun - Montville, Estados Unidos.
- 17 de junio de 2010 - Ravinia Park - Highland Park, Estados Unidos.
- 18 de junio de 2010 - DTE Energy Music Theatre - Clarkston, Estados Unidos.
- 21 de junio de 2010 - The Midland Theatre - Kansas City, Estados Unidos.
- 22 de junio de 2010 - 1st Bank Center - Broomfield, Estados Unidos.
- 23 de junio de 2010 - Energy Solutions Arena - Salt Lake City, Estados Unidos.
- 25 de junio de 2010 - Pechanga Resort & Casino - Temecula, Estados Unidos.
- 26 de junio de 2010 - Gibson Amphitheater - Los Ángeles, Estados Unidos.
- 27 de junio de 2010 - The Warfield - San Francisco, Estados Unidos.
- 28 de junio de 2010 - The Warfield - San Francisco, Estados Unidos.
- 30 de junio de 2010 - Grand Sierra Resort - Reno, Estados Unidos.
- 1 de julio de 2010 - Sve Mart Center - Fresno, Estados Unidos.
- 2 de julio de 2010 - Mandalay Bay Events Center - Las Vegas, Estados Unidos.
- 24 de julio de 2010 - Ann Morrison Park - Boise, Estados Unidos.
- 4 de agosto de 2010 - Town Toyota Center - Wenatchee, Estados Unidos.
- 5 de agosto de 2010 - ShoWare Center - Kent, Estados Unidos.
- 6 de agosto de 2010 - GM Palace - Vancouver, Canadá.
- 8 de agosto de 2010 - Pengrowht - Calgary, Canadá.
- 9 de agosto de 2010 - Rexall Placell - Edmonton, Canadá.
- 11 de agosto de 2010 - MTS Centre - Winnipeg, Canadá.
- 14 de agosto de 2010 - Molson Amphitheater - Toronto, Canadá.
- 16 de agosto de 2010 - Bell Center - Montreal, Canadá.
- 18 de agosto de 2010 - Halifax Metro Centre - Halifax, Canadá.
- 19 de agosto de 2010 - Harbour Station - Saint John, Canadá.
- 21 de agosto de 2010 - Mile One Stadium - St. John's, Canadá.
- 27 de agosto de 2010 - Náutica Pavilion - Cleveland, Estados Unidos.
- 28 de agosto de 2010 - PNC Pavilion - Cincinnati, Estados Unidos.
- 9 de octubre de 2010 - Wills Park - Alpharetta, Estados Unidos.
- 10 de octubre de 2010 - Just For Giggles - Milton, Estados Unidos.
- 8 de diciembre de 2010 - Byron Carlyle Theater - Miami, Estados Unidos.
- 9 de diciembre de 2010 - Carnival Cruise - Miami, Estados Unidos.

## This is us Tour 2011

### Fase de Latinoamérica
- 18 de febrero de 2011 - Chevrolet Hall - Recife, Brasil.
- 20 de febrero de 2011 - Ginasio Nilson Nelson - Brasilia, Brasil.
- 23 de febrero de 2011 - Chevrolet Hall - Belo Horizonte, Brasil.
- 25 de febrero de 2011 - Citibank Hall - Río de Janeiro, Brasil.
- 26 de febrero de 2011 - Credicard Hall - São Paulo, Brasil.
- 1 de marzo de 2011 - Luna Park - Buenos Aires, Argentina.
- 3 de marzo de 2011 - Movistar Arena - Santiago de Chile, Chile.
- 5 de marzo de 2011 - Jockey Club del Perú - Lima, Perú.
- 8 de marzo de 2011 - Coliseo General Rumiñahui - Quito, Ecuador.
- 10 de marzo de 2011 - Terraza CCCT - Caracas, Venezuela.
- 12 de marzo de 2011 - Teatro Anayansi - Panamá, Panamá.
- 14 de marzo de 2011 - Auditorio Telmex - Guadalajara, México.
- 16 de marzo de 2011 - Auditorio Nacional - Ciudad de México, México.
- 18 de marzo de 2011 - Arena Monterrey - Monterrey, México.

### Fase del Sureste Asiático
- 24 de marzo de 2011 - Qhuan Khu 7 Perfoming Stadium - Saigón, Vietnam.
- 26 de marzo de 2011 - My Dinh National Stadium - Hanói, Vietnam.

http://backstreetboys.com/events/

## Set List 2009
- 1: "Introducción" Cuenta Regresiva (Video)
- 2: "Everybody (Backstreet's Back)"
- 3: "We've Got It Goin' On" (short version)
- 4: "PDA"
- 5: "Quit Playing Games (With My Heart)" (short version)
- 6: "As Long As You Love Me"
- 7: "Howie's Solo Video (The Fast and the Furious)"
- 8: "This Is Us"
- 9: "Show Me The Meaning Of Being Lonely"
- 10: "All I Have To Give"
- 11: "She's A Dream"
- 12: "I'll Never Break Your Heart"
- 13: "A.J.'s Solo Video (Fight Club)"
- 14: Medley:"The Call"/"The One"/"Shape Of My Heart"/"I Want It That Way"
- 15: "Bigger" (it includes a sampler of True by Spandau Ballet)
- 16: "Brian's Solo Video (Enchanted)"
- 17: "More Than That"
- 18: "Undone"
- 19: "Incomplete"
- 20: "Nick's Solo Video (The Matrix)"
- 21: "Larger Than Life"
- 22: "All Of Your Life (You Need Love)"
- 23: "Bye Bye Love"

Encore:
- 24: "Straight Through My Heart"

## Set List 2010 y 2011
- 1:"Introducción" Cuenta Regresiva (Video)
- 2:"Everybody (Backstreet's Back)"
- 3:"We've Got It Goin' On"
- 4:"PDA"
- 5:"As Long as You Love Me" (Contiene partes de "Quit Playing Games (With My Heart)")
- 6:"Howie: The Fast and the Furious" (Video Interlude)
- 7:"This Is Us"
- 8:"Show Me the Meaning of Being Lonely"
- 9:"All I Have to Give"
- 10:"She's a Dream"
- 11:"I'll Never Break Your Heart"
- 12:"A.J.: Fight Club" (Video)
- 13:Medley: "The Call" / "The One"
- 14:"Bigger" (contiene elementos de "True")
- 15:"Shape of My Heart"
- 16:"Brian: Enchanted" (Video)
- 17:"More Than That"
- 18:"Undone"
- 19:"Incomplete"
- 20:"Nick: The Matrix" (Video)
- 21:"Larger Than Life" (contiene elementos de "Seven Nation Army")
- 22:"All of Your Life (You Need Love)"
- 23:"Bye Bye Love"
- 24:"If I Knew Then"
- 25:"I Want It That Way"

Encore 
- 26:"Straight Through My Heart"

## Set List After Show Party
- 1: Shape Of My Heart
- 2: Quit Playing Games (With My Heart)
- 3: As Long As You Love Me
- 4: This Is Us
- 5: Siberia
- 6: Drowning
- 7: All I Have To Give
- 8: Undone
- 9: More Than That
- 10: Bigger
- 11: I Want It That Way

Canciones que se reproducen para las pruebas de sonido:
1. "Masquerade"
2. "Shattered"
3. "If I Knew Then"
4. "PDA"
5. "Siberia"
6. "I Still..."
7. "Drowning"
8. "Climbing The Walls"

## Taquilla
| Lugar                         | Ciudad           | Venta de entradas/Disponible | Ingresos Brutos |
| ----------------------------- | ---------------- | ---------------------------- | --------------- |
| Ahoy Rotterdam                | Róterdam         | 8,337 / 9,547 (87%)          | $482,526        |
| Lotto Arena                   | Antwerp          | 4,427 / 4,932 (90%)          | $286,971        |
| Rod Laver Arena               | Melbourne        | 6,950 / 7,775 (89%)          | $504,644        |
| Sídney Entertainment Centre   | Sídney           | 5,731 / 6,000 (95%)          | $422,461        |
| Brisbane Entertainment Centre | Brisbane         | 2,629 / 2,850 (92%)          | $202,174        |
| Waterfront Theater            | Miami            | 3,791 / 4,539 (83%)          | $178,703        |
| Ruth Eckerd Hall              | Clearwater       | 1,483 / 1,983 (75%)          | $94,181         |
| Multipurpose Activity Center  | West Long Branch | 3,278 / 4,013 (82%)          | $140,105        |
| Mohegan Sun Arena             | Uncasville       | 3,409 / 4,332 (79%)          | $136,360        |
| DTE Energy Music Center       | Clarkston        | 15,196 / 15,196 (100%)       | $213,930        |
| Warfield Theater              | San Francisco    | 3,701 / 4,500 (82%)          | $192,305        |
| Save Mart Center              | Fresno           | 3,519 / 6,345 (55%)          | $121,482        |
| Rexall Place                  | Edmonton         | 5,037 / 10,000 (50%)         | $284,200        |
| Bell Centre                   | Montreal         | 9,963 / 12,200 (82%)         | $608,379        |
| Halifax Metro Centre          | Halifax          | 3,016 / 3,770 (80%)          | $168,105        |
| Harbour Station               | Saint John       | 2,547 / 3,184 (80%)          | $146,500        |
| Mile One Stadium              | St. John's       | 3,418 / 4,727 (72%)          | $194,186        |
| Nilson Nelson Gymnasium       | Brasilia         | 3,498 / 13,300 (26%)         | $255,867        |
| Chevrolet Hall                | Belo Horizonte   | 2,972 / 6,000 (49%)          | $204,077        |
| Citibank Hall                 | Río de Janeiro   | 5,782 / 8,433 (68%)          | $420,523        |
| Credicard Hall                | São Paulo        | 6,462 / 6,949 (93%)          | $644,205        |
| TOTAL                         | TOTAL            | 105,146 / 140,575 (75%)      | $5,901,884      |

## Críticas
En general, la gira internacional recibió comentarios positivos de los críticos de música en cada región que la banda estuvo de gira. Tamara Hardingham-Gill (Daily Mail) tienen un rendimiento de la banda en el O2 Arena en Londres, cuatro de cinco estrellas. Ella comentó: "A medida que se terminó el show con el estrecho seguimiento de dance-pop Para El Corazón es evidente que los Backstreet Boys habían encontrado su camino de regreso a los corazones de sus viejos fans y tal vez nunca la izquierda." El cuarteto recibió otros cuatro de la revisión de cinco estrellas de Kate Watkins (Vida en la ciudad). Ella escribe: "Muéstrame el significado de estar solo demostró la voz apretada que se han desarrollado durante la última década. Y sólo para informar a los escépticos de la música pop que cantó en vivo y ¿No, mimo aot aunque el show fue atado con una coreografía enérgica." 
Ed Poder (The Independent) proporcionar al grupo con una revisión positiva diciendo: "Backstreet también merecen crédito por no más de-caer en el golpeteo condescendiente habitual que recibe de la mayoría de los actos pop. En lugar de las salidas nota repetitiva de" ¿cómo estás de Dublín " , los muchachos simplemente batir hacia fuera un éxito tras otro sin hacer una pausa para tomar aliento. Claro, que no han reinventado la rueda musicalmente, sin embargo, resultar en un estilo que ya ha dejado un legado de entretenimiento. "Vicki Kellaway (Liverpool Echo) dio a la banda de 10 a 10 señalando: "Son completamente desvergonzado. Usted podría pensar que cuatro hombres con una edad promedio de 32 (yo, lo siento Aom para recordarle que) se sienten que están más allá de los pantalones vaqueros holgados, sudaderas impresas, entrenadores enormes y exageradas, Äòrunning hombre, AO movimientos de baile. ¡Oh, no. Es lo mismo que dar una multitud lo que quieren. Este no era uno de los que, Äôll-golpear-le-con-los-nuevos-materiales y tirar en una mezcla de diversión. Fue pura nostalgia. "
Para su concierto en el Estadio Challenge en Perth, Sandra Bahbah (The Sunday Times), declaró. "No hay una sola persona que se niega que los Backstreet Boys son tan cursi como una caja en forma de corazón de bombones en San Valentín, Día de los oficiales administrativos, pero al igual que el tema, son un dulce. Su niño de movimientos de baile banda fue impresionante, pero definitivamente risita-digno como uno sólo podía describir como sobre la parte superior. Tuvieron cuatro mujeres de respaldo para ayudar a los bailarines con la noche, los oficiales administrativos de entretenimiento y más cambios de vestuario que un concierto de Beyonce, pero por Dios mío fue muy divertido de ver. "Rebecca Barry (The New Zealand Herald) no pensaba muy bien de actuación de la banda en el Vector Arena de Auckland. Ella escribió, "La banda todavía dependen de su antiguo establo de las maniobras de la coreografía del hombre blanco: está lloviendo en mi cara, la cortadora de césped, shuffle secundarios tijera robot, los aficionados 'Ai y Carter favorito, poco a poco-remove-chaqueta-con- se presenta fuera de la recién esculpido-arms.Seriously, que apenas podía reconocer el tipo. zalamero que fuera, su voz se elevó en baladas como incompleta. "
Cuando la banda regresó en Estados Unidos, los reconocimientos. Alison Chriss (Creative Loafing) escribió: "La multitud dejó eufóricos y dispuestos a charlar sobre el show. Escuché un par de tipos al comentar sobre cómo BSB actualizado su coreografía, e incluso mi esposo admitió que, en general, el espectáculo fue muy bueno. Para un viaje por la música Pop, carril AOs memoria, era un grande, y mis 14 años de edad, sí por fin en paz después de la última experiencia chico de banda para poner fin a Memorial Day Weekend! "Keegan Prosser (El Noticias Tribune) escribió: "La noche resultó ser un recuerdo perfecto para los fanes que han estado allí desde el principio, aunque la nostalgia de todo aquello me dejó el deseo de dulces-pop de antaño. Y a pesar del hecho de que los muchachos en el patio trasero son, hoy, un poco más como los hombres en el patio trasero (raro), me parece que, AOVE todavía tiene algunos trucos bajo las mangas con el diablo
- Datos: Q2404898